# Públio Volúmnio Amintino Galo
Públio Volúmnio Amintino Galo (em latim:  Publius Volumnius Amintinus Gallus) foi um político da gente Volúmnia nos primeiros anos da República Romana eleito cônsul em 461 a.C. com Sérvio Sulpício Camerino Cornuto. 

## Consulado
Públio Volúmnio foi eleito em 461 a.C. juntamente com Sérvio Sulpício Camerino Cornuto, num período de graves tensões políticas entre os tribunos da plebe, que lutavam a favor da Lex Terentilia, e os patrícios, conservadores, se opunham a qualquer limitação do poder dos cônsules. Dionísio nota como, durante seu mandato, os tribunos, propuseram uma lei que exigia a eleição de um comitê de dez cidadãos que deveriam redigir a nova lei do Estado Romano e que esta foi afixada no Fórum Romano, uma atitude fortemente hostilizada pelos patrícios.
Porém, os hérnicos avisaram que équos e volscos, inimigos tradicionais de Roma, derrotados no ano anterior, estavam se reorganizando perto de Anzio (em latim: Antium) provocou um novo alistamento militar, suspendendo a discussão legislativa. Convencidos de que se tratava de um embuste para adiar novamente a discussão de Lex Terentilia, os tribunos se opuseram ao alistamento, utilizando inclusive a força; da mesma forma, quando os tribunos convidavam o povo a votar na assembleia a aprovação da lei, os patrícios impediam o voto, o que dava início a diversas altercações. Esta paralisia durou o ano inteiro.
Durante seu consulado ocorreu também o processo político contra Cesão Quíncio, o filho de Cincinato, que terminou com seu exílio e a aposentadoria de seu pai, forçado a vender as propriedades da família para pagar a fiança depois da reclusão do filho numa pequena fazenda à beira do Tibre.

## 460 a.C.
Durante a Revolta de Ápio Erdônio, na qual o Capitólio foi ocupado pelos rebeldes liderados por Ápio Erdônio, Públio estava entre os primeiros soldados romanos a retomarem o monte e substituiu Públio Valério Publícola no comando das forças romanas depois de sua morte em combate.